# 22 Meistadion
Het 22 Meistadion is een multifunctioneel stadion in Aden, een stad in Jemen. Het stadion werd vooral gebruikt voor voetbalwedstrijden, de voetbalclub Al-Tilal SC maakte gebruik van dit stadion. In het stadion was plaats voor 30.000 toeschouwers. In 2015 werd een groot deel van het stadion vernietigd tijdens de burgeroorlog. 22 mei refereert aan 22 mei 1990 toen Noord-Jemen en Zuid-Jemen samensmolten.

## Golf Cup of Nations
In 2010 werd van dit stadion gebruik gemaakt voor de Golf Cup of Nations 2010, dat toernooi vond plaats in Jemen van 22 november 2010 tot en met 5 december 2010. In dit stadion waren 11 wedstrijden. Acht in de groepsfase, de halve finales en de finales tussen Koeweit en Saoedi-Arabië (1–0). De andere wedstrijden op dit toernooi werden gespeeld in het Al-Wihdastadion.
| № | Datum            | Wedstrijd                                    | Uitslag | Golf Cup of Nations 2010 |
| - | ---------------- | -------------------------------------------- | ------- | ------------------------ |
| 1 | 22 november 2010 | Jemen – Saoedi-Arabië                        | 0 – 4   | Groepsfase               |
| 2 | 22 november 2010 | Koeweit – Qatar                              | 1 – 0   | Groepsfase               |
| 3 | 23 november 2010 | Oman – Bahrein                               | 1 – 1   | Groepsfase               |
| 4 | 23 november 2010 | Irak – Verenigde Arabische Emiraten          | 0 – 0   | Groepsfase               |
| 5 | 28 november 2010 | Qatar – Saoedi-Arabië                        | 1 – 1   | Groepsfase               |
| 6 | 29 november 2010 | Verenigde Arabische Emiraten – Bahrein       | 3 – 1   | Groepsfase               |
| 7 | 2 december 2010  | Koeweit – Irak                               | 2 – 2   | Halve finale             |
| 8 | 2 december 2010  | Verenigde Arabische Emiraten – Saoedi-Arabië | 0 – 1   | Halve finale             |
| 9 | 5 december 2010  | Koeweit – Saoedi-Arabië                      | 1 – 0   | Finale                   |